# Eddie Gill
Edward „Eddie” Gill III (ur. 16 sierpnia 1978 w Aurorze) – amerykański koszykarz występujący na pozycji rozgrywającego.

## Osiągnięcia
Na podstawie, o ile nie zaznaczono inaczej.
NJCAA
- Zawodnik roku konferencji Scenic West (1998)
- Zaliczony do II składu NJCAA All Americans (1998)[4]

NCAA
- Uczestnik rozgrywek II rundy turnieju NCAA (1999)
- Mistrz:
  - turnieju konferencji Big Sky (1999)
  - sezonu regularnego Big Sky (1999)
- MVP turnieju Big Sky (1999)
- Najlepszy nowo-przybyły zawodnik Big Sky (1999)
- Zaliczony do:
  - I składu Big Sky (1999, 2000)
  - Galerii Sław Weber State Wildcats (2015)

Drużynowe
- Mistrz D-League (2009)
- Wicemistrz Włoch (2001)
- Brązowy medalista mistrzostw Belgii (2010)
- Zdobywca pucharu Belgii (2010)

Indywidualne
- Zawodnik roku – D-League Impact Player of the Year (2009)
- Zaliczony do:
  - I składu D-League (2008)
  - III składu:
    - NBL (20124)
    - D-League (2009)
- Najlepszy rezerwowy kolejki NBL (2011-2012)
- Zawodnik tygodnia NBL (2011-2012)
- Uczestnik meczu gwiazd :
  - D-League (2008)
  - CBA (2004)